# 坂内民俗資料館
坂内民俗資料館（さかうちみんぞくしりょうかん）は、岐阜県揖斐郡揖斐川町にある博物館。

## 概要
- 地方自治法第244条の2の規定に基づき設置されている揖斐川町の博物館の一つである[2]。揖斐川町のうち、旧・坂内村の歴史民俗に関する資料の保管展示の施設である。
- 建物は明治初期に建築された旧・坂内村広瀬の旧・泉家住宅（茅葺（現・トタン屋根）農家建築）を移築したものである。かつて坂内村は和紙の生産が行われ、この建物には紙漉きの部屋がある。

## 主な展示物
- 民具
- 紙漉き道具
- 山仕事道具

## 利用案内
2021年（令和3年）より事前予約制となっている。
- 所在地：岐阜県揖斐郡揖斐川町坂内川上873
- 開館時間：10:00 - 16:30
- 休館日：月曜日、祝日の翌日（祝日が土曜日、日曜日又は月曜日に当たるときは火曜日）
- 入館料：無料

## 交通アクセス

### 自動車
- 名神高速道路大垣ICより国道258号、国道21号、国道417号、国道303号経由で約80km。
- 北陸自動車道木之本ICより国道303号経由で約40km。

## 周辺施設
- 夜叉龍神社